# Новый (Медведевский район)
Но́вый — посёлок в Медведевском районе Республики Марий Эл России. Входит в состав Пекшиксолинского сельского поселения. Численность населения — 2060 (2018) человек.

## Географическое положение
Находится в 6 км на восток от административного центра сельского поселения деревни Пекшиксола, в 5 км на север от административного центра района пгт. Медведево и в 7 км на северо-восток от столицы республики города Йошкар-Ола.
На юго-востоке посёлок фактически примыкает к границе города. На юге примыкает к границе деревни Шоядур.
Посёлок находится в 1,5 км на север от автодороги регионального значения Йошкар-Ола — Санчурск — Яранск.
В 2 км на северо-восток от посёлка протекает река Большая Ошла.

## История
Образование посёлка Нового связано со строительством торфопредприятия на базе Арбанского торфомассива. 7 сентября 1943 года Государственный комитет обороны СССР обязал Наркомместстрой РСФСР приступить к выполнению этой задачи. 15 сентября Совнарком Марийской АССР принял постановление, в котором поставил задачи перед ведомствами по оказанию помощи строительству промышленного предприятия, возведению помещений для размещения рабочих (в количестве 1500 человек), которые могли бы приступить к подготовке торфяных площадей.
В первые годы работы Арбанского торфопредприятия люди жили в бараках. Некоторые специалисты и рабочие сумели построить частные дома. В 1945 году был открыт детский сад на 40 мест. В 1952 году населённый пункт Арбанского торфопредприятия переименован в посёлок Новый. В 1976 году на долевых началах с совхозом «Пригородный» положено начало строительству благоустроенного жилья, котельной, очистных сооружений и водонапорной башни со скважиной. В 1980 году торфодобытчики получили первые 18 благоустроенных квартир. На месте имеющихся бараков было построено 3 многоквартирных дома. В 1984 году развернуто строительство благоустроенного 27-квартирного дома.
Деревянное здание восьмилетней школы, построенное в начале 1950-х годов, стало аварийным, и в 1991 году средняя школа разместилась в новом здании с плавательным бассейном.

## Население
| 2010  | 2011  | 2012  | 2013  | 2014  | 2015  | 2016  |
| ----- | ----- | ----- | ----- | ----- | ----- | ----- |
| 1738  | ↘1704 | ↗1770 | ↗1793 | ↗1912 | ↘1799 | ↗1863 |
| 2017  | 2018  |       |       |       |       |       |
| ↘1678 | ↗2060 |       |       |       |       |       |

Национальный состав
| № |         | Численность населения, чел. (2015) | % от всего |
| - | ------- | ---------------------------------- | ---------- |
|   | всего   | 1799                               | 100,00 %   |
| 1 | Русские | 960                                | 53,36 %    |
| 2 | Марийцы | 639                                | 35,52 %    |
| 3 | Татары  | 114                                | 6,34 %     |
|   | другие  | 86                                 | 4,78 %     |

## Экономика

### Промышленность
- Арбанское торфопредприятие.
- ООО «Центр погонажных изделий»

## Культура и образование
- Новоарбанская средняя общеобразовательная школа.
- Новоарбанский детский сад «Радуга» комбинированного вида.
- Новоарбанская школа искусств.
- Новоарбанская сельская библиотека.

## Здравоохранение
- Новоарбанская амбулатория Медведевской центральной районной больницы.